# Anthonis de Roovere

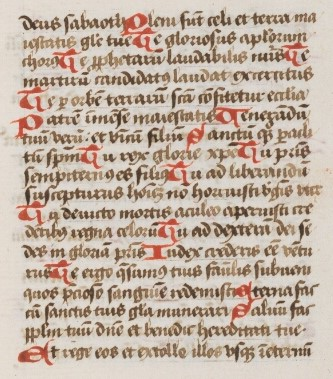
Fragment uit het manuscript "Middelnederlands en Latijns devotieboek" met werken van Anthonis de Roovere. Vervaardigd in Vlaanderen tussen de 15e en de 16e eeuw. Bewaard in de Universiteitsbibliotheek Gent.

Anthonis de Roovere (Brujas, c. 1430 - ibíd., 16 de mayo de 1482) fue un escritor de la cámara de retórica De Heilige Geest en Brujas. Era albañil y a partir de 1466 también fue pagado por la ciudad como retórico municipal. Escribió obras dramáticas y prosa, pero es más conocido por sus rondeles, baladas y estribillos, especialmente en la música antigua. Junto con Romboud de Doppere se le considera el autor más importante de los textos relativos al siglo XV en el manuscrito y posteriormente publicado por Willem Vorsterman (1531) en su obra Dits die excellente cronike van Vlaenderen.
Tenía un ojo agudo para la vida cotidiana y escribía lo que creía que estaba mal en la sociedad. Como típico hombre de finales de la Edad Media, estaba obsesionado con la vanidad de todas las actividades mundanas.

## Algunos poemas famosos

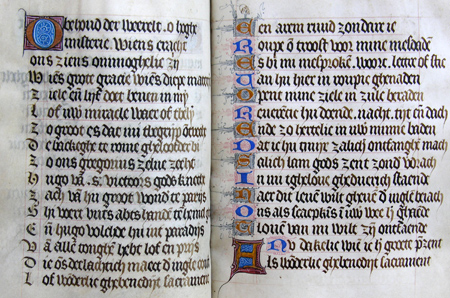
Handschrift van Lof van den heylighen sacramente, uit een gebedenboek van rond 1450. Bewaard in de Openbare Bibliotheek Brugge.

- Den droom van Rovere op die doot van hertoge Kaerle van Borgonyen saleger gedagten[3][4]
- Vander Mollenfeeste
- Sotte amoureusheyt
- Pap ende broodt in doude daghen
- Die gheen pluymen en can strijcken
- Lof vanden Heijlige Sacramente, een lang eucharistisch refrein dat in verschillende kerken werd tentoongesteld.

También escribió un poema sobre los acontecimientos que rodearon el Sacramento de Niervaert, que se utilizó alrededor de 1535 como título de las pinturas sobre tabla del retablo de la Capilla del Sacramento de la Iglesia de Nuestra Señora en Breda. En general, también realizó numerosas obras sobre la religión y la devoción.

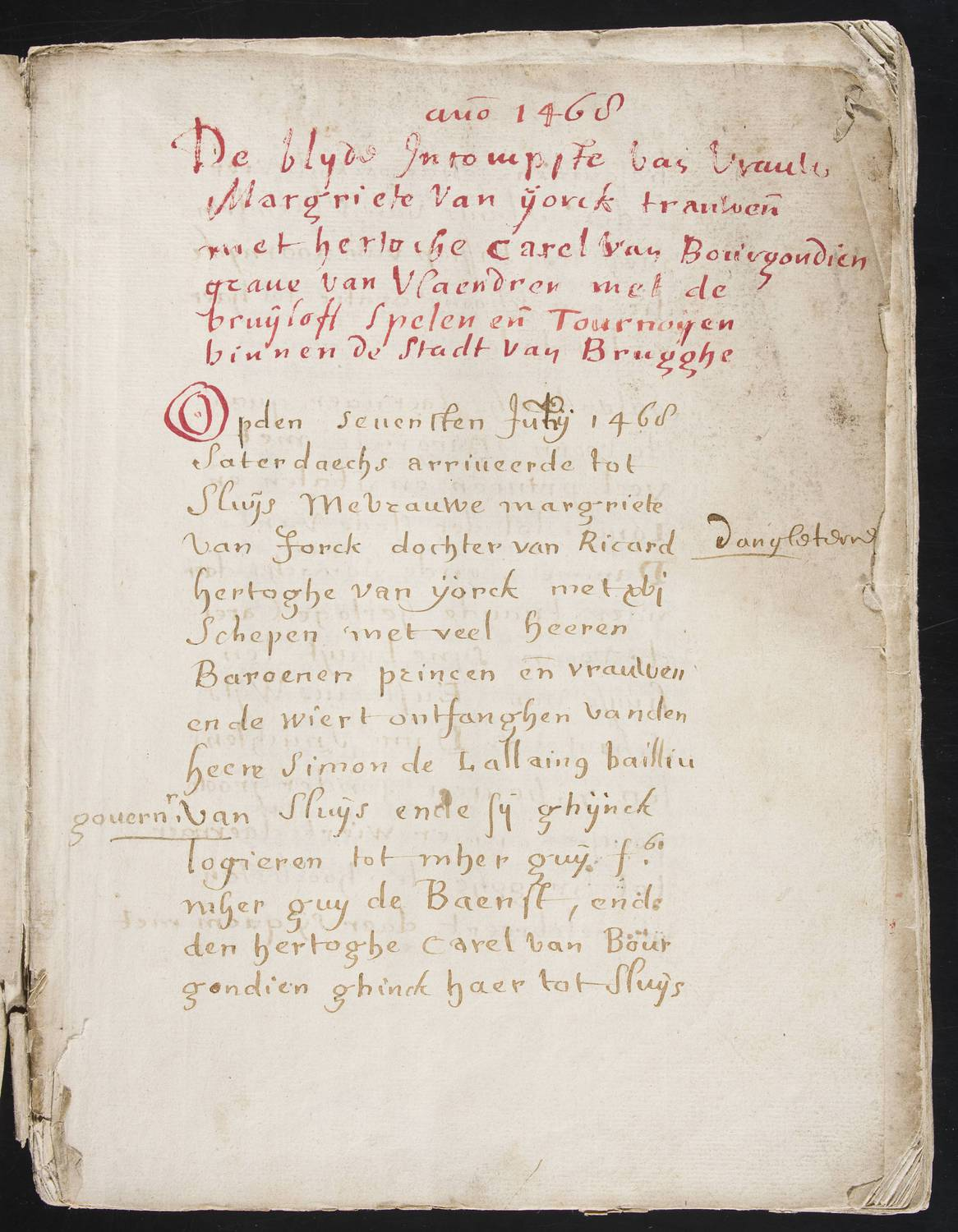
Fragment uit het handschrift van De blijde inkomste van Margaretha van York (1475-1515). Bewaard in KU Leuven Bibliotheken Bijzondere Collecties.

Las obras de De Roovere también constituyen interesantes documentos de época. Como poeta de la ciudad de Brujas, por ejemplo, escribió valiosos informes históricos, culturales y políticos. Gracias a De Roovere obtenemos una imagen del matrimonio entre Margarita de York y el duque Carlos I de Borgoña en Brujas.